# Anolis aeneus
Espèce
Synonymes
- Dactyloa aeneus (Gray, 1840)
- Anolis gentilis Garman, 1887
- Anolis roquet var. cinereus Garman, 1887

Statut de conservation UICN

 LC  : Préoccupation mineure
Anolis aeneus est une espèce de sauriens de la famille des Dactyloidae.

## Répartition
Cette espèce se rencontre à la Grenade et aux Grenadines de Grenade et de Saint-Vincent-et-les-Grenadines,.
Elle a été introduite à la Trinité et en Guyana.

## Description
Les mâles mesurent jusqu'à 77 mm et les femelles jusqu'à 55 mm.

## Étymologie
Le nom spécifique aeneus vient du latin aeneus, de cuivre, de bronze, d'airain, en référence à la couleur de ce saurien.

## Publication originale
- Gray, 1840 : Catalogue of the species of reptiles collected in Cuba by W. S. MacLeay, esq.; with some notes on their habits extracted from his MS. Annals and Magazine of Natural History, ser. 1, vol. 5, p. 108-115 (texte intégral).